# Pařížská komuna
Pařížská komuna (francouzsky La Commune de Paris) byla radikálně socialistická a revoluční vláda, která držela moc na území Paříže od 18. března do 28. května roku 1871, než byla potlačena regulérní francouzskou armádou v tzv. Krvavém týdnu (La semaine sanglante). Její členové a podporovatelé se nazývali komunardi. Debaty o politických opatřeních a výsledcích Pařížské komuny měly značný vliv na myšlenky Karla Marxe, který Komunu označil za příklad „diktatury proletariátu“.

## Vznik komuny
Prusko-francouzská válka vedla k zajetí císaře Napoleona III., kolapsu Druhého Francouzského císařství a vzniku Třetí Francouzské republiky. Protože byla Paříž obléhána, přesunula nová Vláda národní obrany hlavní město Francie do Toursu. Paříž, centrum radikalismu pracující třídy, byla v té době bráněna většinou zpolitizovanými a radikálními jednotkami Národních gard namísto regulérní francouzské armády. 28. ledna 1871 Paříž kapitulovala a v únoru nový předseda vlády Adolphe Thiers podepsal s Prusy příměří, kterým byla odzbrojena armáda, ale nikoliv Národní gardy.
Dne 18. března po neúspěšném pokusu francouzské vlády odzbrojit Národní gardy zastřelili gardisté dva francouzské armádní generály. Po tomto incidentu převzaly Národní gardy politickou moc ve městě a vyhlásily obnovenou Pařížskou komunu (původní komuna držela moc v Paříži v době Velké Francouzské revoluce mezi lety 1792 a 1795).

## Program
Dne 26. března 1871 se konaly volby do rady Komuny – socialisté chtěli být legitimní vládou. Jejich program kromě jiného obsahoval tyto body:
- národní garda nahradí policii a armádu
- odstranění stávajícího státního systému
- zavedení nových orgánů moci
- zavedení volených a sesaditelných úředníků
- zavedení sociálních opatření ve prospěch pracujících
- bezplatné vyučování
- řešení bytové politiky
- spoluúčast dělníků při vedení podniku
- vyhlášení rovnoprávnosti žen

V době Pařížské komuny byl také znovu zaveden Francouzský revoluční kalendář.

## Zánik
Komuny vznikaly ve všech větších městech, jako je Lyon, Toulouse, Marseille, zatímco venkov se spíše distancoval. V dubnu 1871 se uprchnuvší vláda chystala znovu zaútočit, ovšem Paříž byla obklíčena Prusy. V květnu se situace vyhrotila, což dokumentovala hromadná poprava, kterou revolucionáři uskutečnili 24. května 1871. Mezi 64 mrtvolami se nacházelo i tělo arcibiskupa Georgese Darboye. Když byla v květnu 1871 podepsána ve Versailles dohoda ohledně válečných reparací, které byly nejvyšší v dějinách válek, dohodla se versailleská vláda na spolupráci s Prusy a s jejich pomocí porazila Komunu 29. května. Francouzské oddíly od Versailles vedl budoucí prezident Mac-Mahon.
Poté byl zaveden teror proti komunardům, jehož výsledkem bylo 30 000 mrtvých. Poslední část komunardů byla popravena u zdi hřbitova Père Lachaise. Další tisíce lidí byly odsouzeny na galeje – nucené práce v koloniích (např. Nová Kaledonie).

## Fotogalerie

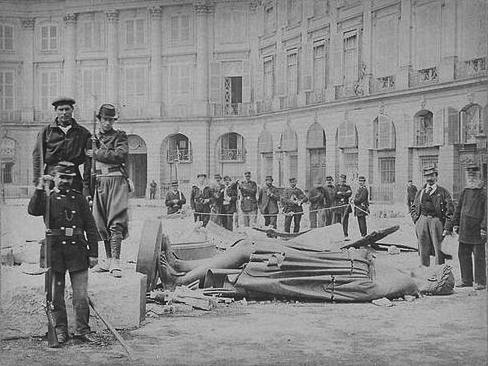
Bruno Braquehais: Komunardi u povalené sochy Napoleona na Place Vendôme, 8. května 1871
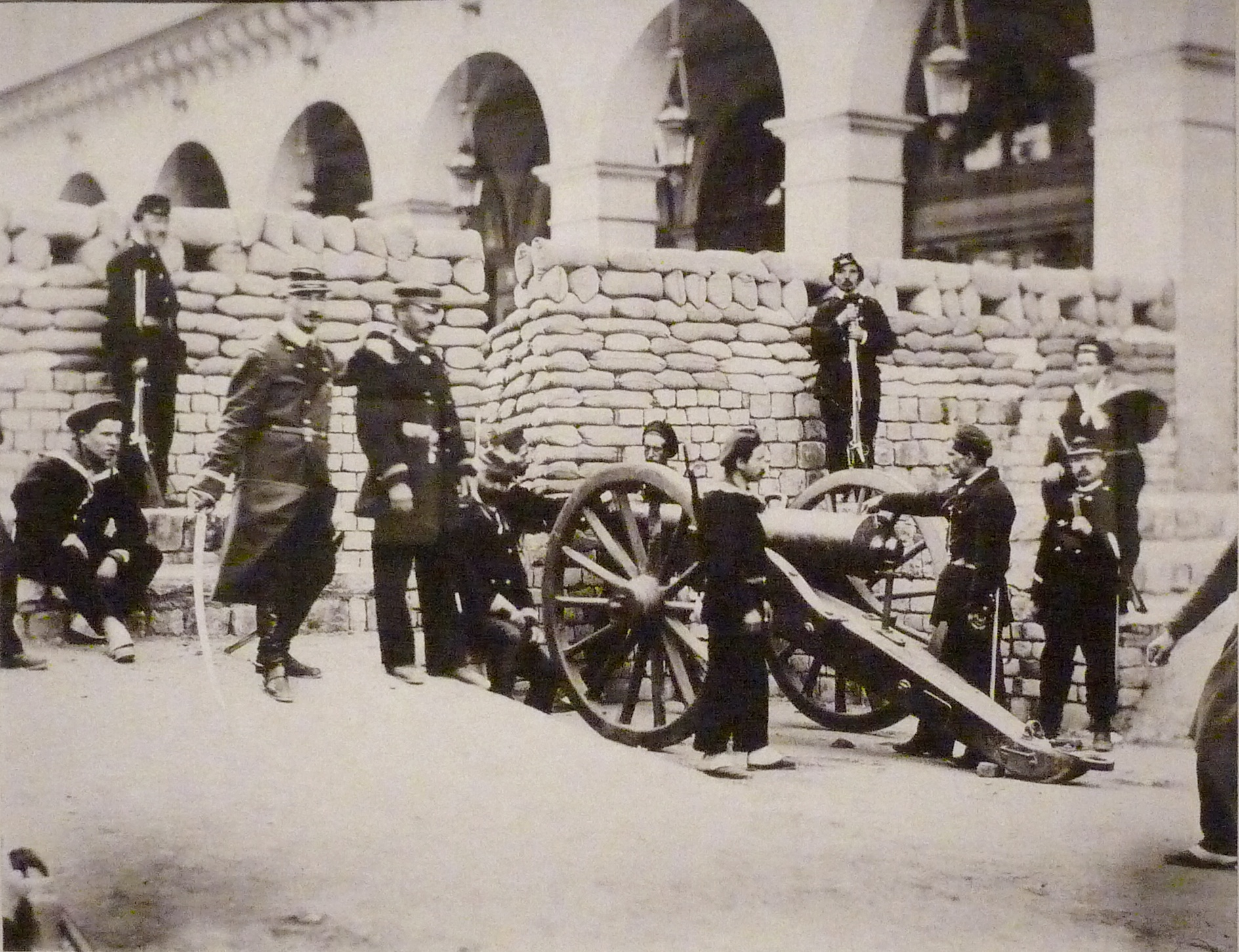
Bruno Braquehais: Barikády Pařížské komuny
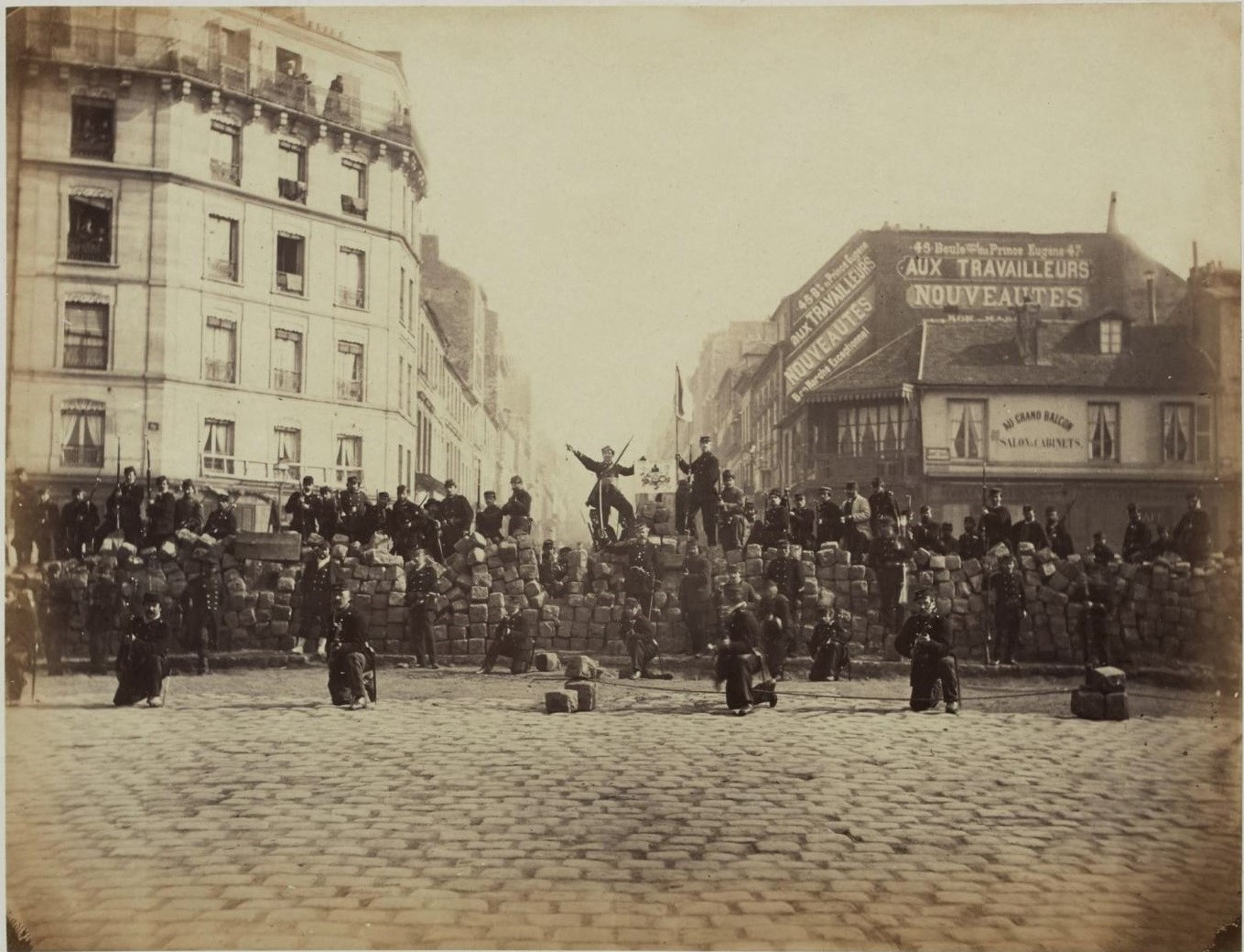
Komunardi na barikádě
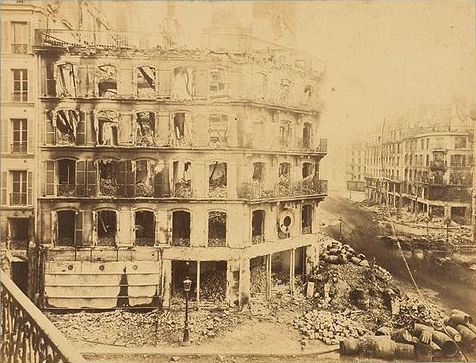
Bruno Braquehais: Následky bojů v Paříži Roh Rue Saint-Martin a Rue de Rivoli

## Pařížská komuna ve filmu
Dvoudílný francouzský historický film La Commune (Paris, 1871) z roku 2000, který režíroval Peter Watkins podle vlastního scénáře zachycuje události během Pařížské komuny formou "dobových" televizních reportáží.